# Réunion Open 2022
Die Réunion Open 2022 im Badminton fanden vom 13. bis zum 17. Juli 2022 im Gymnase Champ Fleuri in Saint-Denis statt. Es war die erste Auflage dieser Veranstaltung.

## Medaillengewinner
| Disziplin    | Gold                            | Silber                           | Bronze                                                                |
| ------------ | ------------------------------- | -------------------------------- | --------------------------------------------------------------------- |
| Herreneinzel | Riku Hatano                     | Yushi Tanaka                     | Siddhanth Gupta                                                       |
| Herreneinzel | Riku Hatano                     | Yushi Tanaka                     | Giovanni Toti                                                         |
| Dameneinzel  | Riko Gunji                      | Natsuki Oie                      | Ruthvika Shivani                                                      |
| Dameneinzel  | Riko Gunji                      | Natsuki Oie                      | Ágnes Kőrösi                                                          |
| Herrendoppel | Takuto Inoue Kenya Mitsuhashi   | Shuntaro Mezaki Haruya Nishida   | Bjarne Geiss Daniel Hess                                              |
| Herrendoppel | Takuto Inoue Kenya Mitsuhashi   | Shuntaro Mezaki Haruya Nishida   | Achutaditya Rao Doddavarapu Venkata Harsha Vardhan Rayudu Veeramreddy |
| Damendoppel  | Annabella Jäger Leona Michalski | Rutaparna Panda Swetaparna Panda | Lorna Bodha Kobita Dookhee                                            |
| Damendoppel  | Annabella Jäger Leona Michalski | Rutaparna Panda Swetaparna Panda | Parvathi S. Krishnan Riya Pillai                                      |
| Mixed        | Sumiya Nihei Minami Asakura     | Naoki Yamada Moe Ikeuchi         | Melvin Appiah Vilina Appiah                                           |
| Mixed        | Sumiya Nihei Minami Asakura     | Naoki Yamada Moe Ikeuchi         | Bjarne Geiss Leona Michalski                                          |